# وندل مردیت استنلی
وندل مردیت استنلی (به انگلیسی: Wendell Meredith Stanley) ‏
(زاده ۱۶ اوت ۱۹۰۴ – درگذشته ۱۵ ژوئن ۱۹۷۱) بیوشیمیست آمریکایی، ویروس‌شناس و برنده جایزه نوبل بود. او در سال ۱۹۴۷ برای فرآوری آنزیم‌ها و پروتئین ویروس‌ها در شکل خالص آن‌ها موفق به دریافت جایزه نوبل شیمی شد.